# 貝勒斯國際有限公司

貝勒斯國際有限公司（英語：BELLEZ），簡稱貝勒斯，是一家位於台灣彰化市的品牌商主要生產:自動式皮帶頭。

## 歷史沿革
西元2013年06月10日由董事長劉欣達於彰化市崙平里中央路所創建，資本額貳百萬。西元2014年12月31日牽廠至彰化市阿夷里建國東路，正式更名為「貝勒斯國際有限公司」，並增加其資本額為肆百萬。銷售通路臺灣、美國、澳洲、中國大陸，主要生產皮帶、帶頭 。

## 品牌由來
貝勒斯國際有限公司董事長劉欣達，擁有家族式五金製作及販賣經驗，後因911恐怖攻擊後各地機場安檢越來越嚴厲，故董事長研發出「可拆換式皮帶與帶頭」的結構，過海關時可免卸下皮帶之困擾並於經濟部智慧財產局申請專利權。

## 外部連結
- 貝勒斯國際有限公司官方網站 （页面存档备份，存于）
- YouTube上的BELLEZ Brand Video